# (464457) 2016 BJ41
(464457) 2016 BJ41 es un asteroide perteneciente al cinturón de asteroides, descubierto el 23 de enero de 1998 por el equipo Spacewatch desde el Observatorio Nacional de Kitt Peak (Arizona, Estados Unidos).